# Fyrögonfiskar
Fyrögonfiskar (Anablepidae), är en familj fiskar inom ordningen tandkarpar. Familjen består av två underfamiljer som omfattar tre släkten med sammanlagt 17 arter. De förekommer i södra Mexiko, Centralamerika och Sydamerika. Namnet kommer av att fiskarnas ögon, särskilt i släktena Anableps och Oxyzygonectes, är delade i två halvor genom en horisontell brygga. På så vis kan fisken simma i vattenytan och se klart både över och under vattenytan samtidigt. Flertalet fyrögonfiskar lever i stim, är duktiga på att hoppa och håller till i närheten av vattenytan. Den mest kända arten, fyrögonfisk (Anableps anableps), hålls som akvariefisk men blir där sällan särskilt långlivad. Den blir upp till 32 centimeter lång, och är därmed en av de största fiskarna i familjen – den minsta, Jenynsia onca, blir som vuxen endast 3,9 centimeter lång.

## Fortplantning
Alla arter i familjen är ovovivipara, och lägger sålunda inte rom utan föder levande ungar, på samma sätt som många i den närbesläktade familjen levandefödande tandkarpar (Poeciliidae), där bland annat guppy och svärdbärare ingår. Precis som hos dessa är hanens analfena omvandlad till ett gonopodium, som används för att befrukta honan.

## Systematik

### Underfamiljen Anablepinae
Släktet Anableps
- Anableps anableps (Linnaeus, 1758)[3]
- Anableps dowei Gill, 1861[6]
- Anableps microlepis Müller & Troschel, 1844[7]

Släktet Jenynsia(Fowler, 1940)
- Jenynsia alternimaculata (Fowler, 1940)[9]
- Jenynsia diphyes Lucinda, Ghedotti & da Graça, 2006[10]
- Jenynsia eigenmanni (Haseman, 1911)[11]
- Jenynsia eirmostigma Ghedotti & Weitzman, 1995[12]
- Jenynsia lineata (Jenyns, 1842)[13]
- Jenynsia maculata Regan, 1906[14]
- Jenynsia multidentata (Jenyns, 1842)[15]
- Jenynsia obscura (Weyenbergh, 1877)[16]
- Jenynsia onca Lucinda, Reis & Quevedo, 2002[4]
- Jenynsia sanctaecatarinae Ghedotti & Weitzman, 1996[17]
- Jenynsia tucumana Aguilera & Mirande, 2005[18]
- Jenynsia unitaenia Ghedotti & Weitzman, 1995[19]
- Jenynsia weitzmani Ghedotti, Meisner & Lucinda, 2001[20]

### Underfamiljen Oxyzygonectinae
Släktet Oxyzygonectes
- Oxyzygonectes dovii (Günther, 1866)[22]